# اريك غانون
اريك غانون (بالإنجليزية: Eric Gagnon)‏ هو منتج أسطوانات وملحن وموسيقي أمريكي، ولد في 1 أغسطس 1971.